# Kurt Gester
Kurt Gester (Mettmann (Rin del Nord-Westfàlia), 10 d'octubre, 1914 - idem. 8 de desembre, 1997), va ser un cantant d'òpera (baríton) alemany. El 1977 es va convertir en membre honorari de la "Deutsche Oper am Rhein".

## Biografia
La formació musical de Kurt Gester va començar com a estudiant de primària a l'orquestra de l'escola de Mettmann, on tocava el violí. La seva veu va ser descoberta en un festival escolar, i el llavors director del Teatre de Düsseldorf el va apadrinar. Després de l'escola, va començar a estudiar cant, piano i violí al Conservatori de Düsseldorf. Després va completar els seus estudis de cant amb Louis Bachner i Heinrich Schlusnus a Berlín del 1934 al 1938. L'aleshores l'esposa del director d'orquestra Wilhelm Furtwängler, Zitla Lund, el va protegir, entre altres coses, mitjançant beques i ajuts.
El 1938 va començar el seu treball escènic com a baríton líric al "Kaiserslautern City Theatre". El seu primer paper va ser Fígaro a El barber de Sevilla. A continuació, hi van haver altres papers de baríton a La traviata, La Bohème, Der Waffenschmied i Das Nachtlager in Granada.
El 1939 va ser contractat a l'Òpera de Breslau, on va romandre fins al final de la Segona Guerra Mundial. Com que era el solista més jove de l'òpera, esperava ser reclutat per la Wehrmacht aviat. Va ser només quan es van tancar tots els teatres alemanys i en el transcurs de l'esforç de guerra total dels treballadors culturals que també es va convertir en soldat. Al final de la guerra va saber que havia estat a la llista especial d'artistes que no s'havien de cridar a files.

## Període de postguerra
Després del final de la guerra, Kurt Gester es va traslladar a la seva mare a Mettmann i es va dedicar al cant de concerts de 1945 a 1948. Una emissora de ràdio de Colònia i Frankfurt va aconseguir la seva col·laboració per a diversos enregistraments d'òpera. El director Sergiu Celibidache el va descobrir i el va contractar com a solista per a un programa de concerts.
El 1947 va acceptar un contracte de teatre a l'Òpera de Wuppertal pel paper principal a Eugene Onegin i va aparèixer a Düsseldorf com el comte Luna a Il trovatore. L'aleshores director musical Heinrich Hollreiser li va preguntar després del concert si havia cantat l'ària -normalment transposada- en la tonalitat original. A causa de la seva profunda formació barítona, va poder respondre aquesta pregunta positivament.

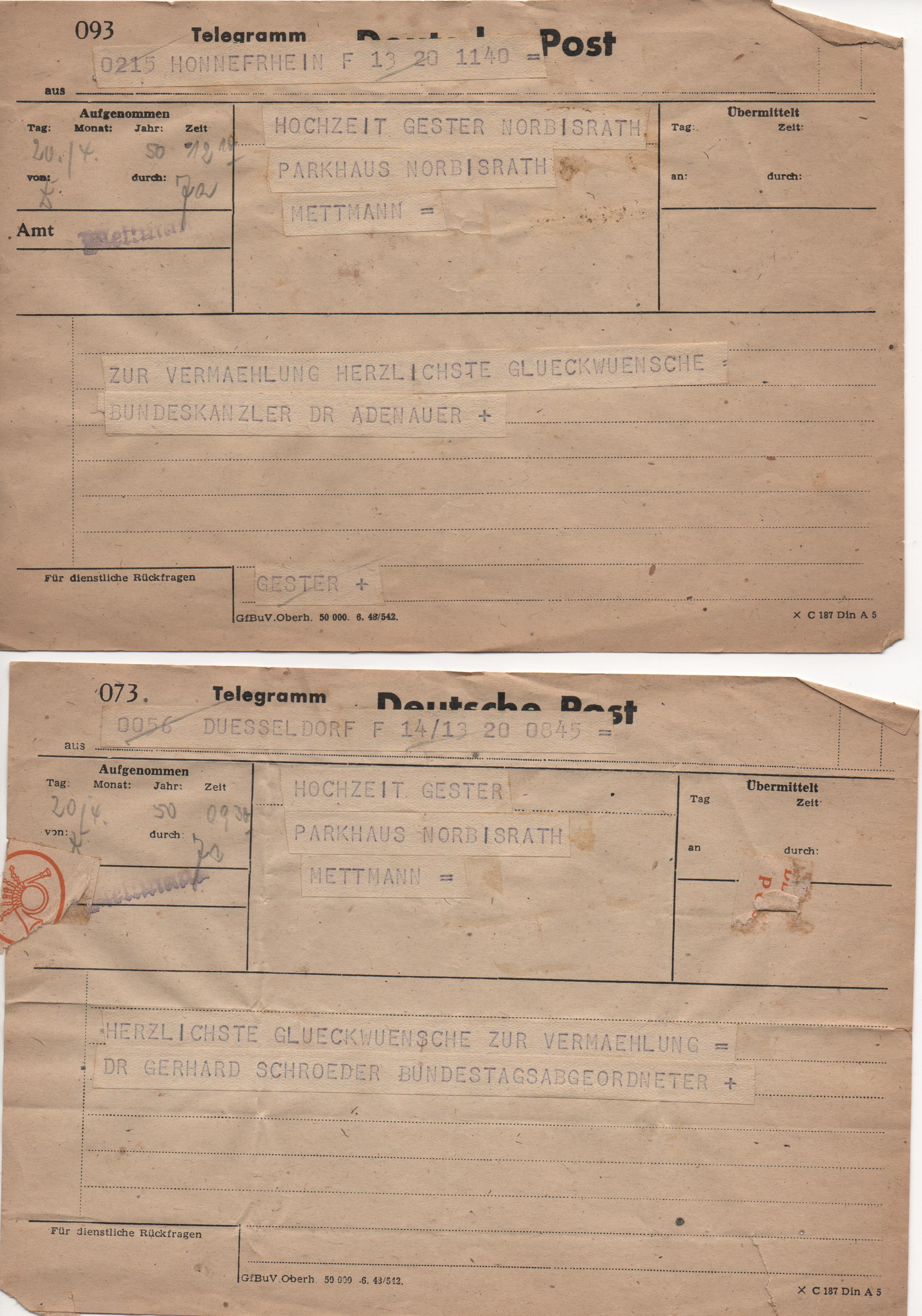
Felicitacions del casament del canceller Konrad Adenauer i del membre de la CDU del Bundestag Gerhard Schröder (abril de 1950)

El 15 d'agost de 1948 va continuar la seva carrera a l'Òpera de Düsseldorf (més tard la "Deutsche Oper am Rhein Düsseldorf-Duisburg") sota el director artístic Gustaf Gründgens. Allà va cantar el paper principal a l'estrena de l'òpera Troilos i Crèssida de Winfried Zillig el 1951, i a l'estrena de l'òpera Die tödlichen Wünsche (Els desitjos mortals) de Giselher Klebe el 1959.
El 20 d'abril de 1950 es va casar amb Ursula Norbisrath, la filla de l'estanquer i polític de la ciutat de la CDU Otto Norbisrath. El primer ministre de Renània del Nord-Westfàlia, Karl Arnold, i el membre de la CDU del Bundestag Gerhard Schröder van enviar les seves felicitacions per escrit.
El 1951 va cantar l'òpera Genoveva a Florència al Maggio Musicale Fiorentino sota la direcció de Gustaf Gründgens i la direcció musical d'André Cluytens. Aquí, així com en aparicions com a convidat als principals escenaris nacionals i estrangers, va ser considerat un excel·lent intèrpret de Mozart i Verdi, però també va ser un cantant de concerts sol·licitat. Al Festival de Glyndebourne de 1954 va cantar a Arlecchino de Busoni. El 1961 va tornar a aparèixer al Maggio Musicale de Florència com el comte palatí Siegfried a Genoveva de Robert Schumann. L'any 1969 va participar en l'estrena de Das Märchen von der schönen Lilie de Giselher Klebe al Festival de Schwetzingen.
El 19 de desembre de 1977, va ser nomenat membre honorari de la "Deutsche Oper am Rhein" en presència de l'alcalde de Düsseldorf, Klaus Bungert. Allà va tenir les seves principals aparicions com a comte a Les noces de Fígaro, com a Papageno a La flauta màgica, com a Fígaro a El barber de Sevilla, com a comte Luna a Il trovatore, com a Eugeni Onegin de Txaikovski i com a Wolfram a Tannhäuser.
El novembre de 1990, l'aleshores administrador del districte Willi Müser i l'aleshores alcaldessa Ingrid Siebeke van lliurar a Kurt Gester la Medalla al Mèrit de la República Federal d'Alemanya. Va cantar el paper d'Alcindoro a La Bohème fins al desembre de 1996, però es va retirar per motius de salut. Va mirar enrere els 48 anys de treball a la "Deutsche Oper am Rhein".
Kurt Gester va morir el 8 de desembre de 1997 a Mettmann. Està enterrat al cementiri de Goethestraße.

## Enregistraments (selecció)
- 1948 Les dragons de Villars (en alemany): Kurt Gester (Belamy), Cor i SO de la Hessischer Rundfunk, director: Kurt Schröder (Segell: Walhall)
- 1949 Madama Butterfly (en alemany): Hessian Radio Symphony Orchestra, director: Kurt Schröder
- 1951 La Bohème (en alemany): Frankfurt Radio Orchestra, director: Kurt Schröder
- 1952 Le Villi: Frankfurt Radio Orchestra, Kurt Gester (Guglielmo Wulf), director: Paul Schmitz
- 1953 Wenn ich König wär' (Si j'étais roi): Orquestra Simfònica de la Ràdio de Hesse, director: Wolfgang Sawallisch
- 1953 Boulevard Solitude per Hans Werner Henze: Cor i Orquestra de la Ràdio de Frankfurt, director: Kurt Schröder
- 1954 Arlecchino per Ferruccio Busoni: Orquestra del Festival de Glyndebourne, Dirigent: John Pritchard (Segell: Andromeda)

Es van gravar i publicar nombroses produccions radiofòniques per WDR i HR.

## Rols cantants i interpretacions i aparicions de cançons (selecció)
Mozart
- Comte Almaviva a El barber de Sevilla
- Guglielmo a Così fan tutte
- Papageno a La flauta màgica

Verdi
- Comte Luna a Il trovatore
- Marquès de Posa Don Carlos
- Ford a Falstaff

Busoni
- paper titular a Arlecchino

Wagner
- Wolfram a Tannhäuser
- Heerrufer a Lohengrin

- Txaikovski
- paper titular a Eugeni Onegin

Va aparèixer al Festival de Glyndebourne i al Festival de Schwetzingen, i també va cantar a les estrenes de Troilus and Cressida de Zillig, The Deadly Wishes de Giselher Klebe i The Tale of the Beautiful Lily.